# Wolfgang Żmudziński
Wolfgang Józef Żmudziński (ur. 7 kwietnia 1934 w Berlinie, zm. 12 sierpnia 2023 w Poznaniu) – polski prawnik, notariusz.

## Życiorys
Urodził się 7 kwietnia 1934 jako syn Karola. Ukończył studia prawnicze na Wydziale Prawa Uniwersytetu im. Adama Mickiewicza w Poznaniu. Podczas studiów z sukcesami uczestniczył w uczelnianych zawodach pływackich.
Został notariuszem w 1962 roku. Kierownik i następnie dyrektor Państwowego Biura Notarialnego w Poznaniu w latach 1971–1992. W latach 1988–1990, w Ministerstwie Sprawiedliwości, uczestniczył w reprywatyzacji polskiego notariatu zainicjowanej przez środowisko polskich notariuszy. Jeden z twórców odrodzonego, wolnego i samorządnego Notariatu, zasłużony w działalności w samorządzie notarialnym w latach 90. i 2000 – krajowym, europejskim i światowym, w tym w strukturach Międzynarodowej Unii Notariatu, a także założyciel, pierwszy Prezes i następnie Honorowy Prezes Zarządu Głównego Stowarzyszenia Notariuszy Rzeczypospolitej Polskiej oraz wychowawca wielu pokoleń polskich notariuszy. W okresie PRL sprawował stanowiska kierownika Państwowych Biur Notarialnych: w Trzciance (lata 60.), w Poznaniu (lata 80.).
Przez wiele lat był członkiem PZPR. W 1987 zgłoszony przez Zarząd Wojewódzki Zrzeszenia Prawników Polskich był w grupie 96 przyjętych przez Wojewódzki Konwent Wyborczy kandydatur osób do kandydowania na posłów Sejmu PRL w okręgu wyborczym nr 52 Poznań-Grunwald. W kadencji Rady Miasta Poznania w latach 1994–1998 był członkiem Komisji Gospodarowania Mieniem Komunalnym spoza rady od 2 listopada 1995.
Zaangażował się w działalność Międzynarodowej Unii Notariatu Łacińskiego, w której był wiceprezydentem Komisji Public Relations i Wizerunku Notariatu, został polskim przedstawicielem i otrzymał tytuł członka honorowego. Był prezesem zarządu i członkiem rady programowej Stowarzyszenia Notariuszy Rzeczypospolitej Polskiej, potem wyróżniony tytułem honorowego prezesa tej organizacji. Został też członkiem honorowym Stałej Rady Międzynarodowej Unii Notariatu z siedzibą w Buenos Aires. Autor licznych publikacji prawniczych oraz wystąpień na konferencjach w kraju i za granicą. Członek Rady Programowej miesięcznika notariatu polskiego „Rejent”, wydawanego przez Stowarzyszenie Notariuszy Rzeczypospolitej Polskiej.
Jako emerytowany notariusz został zastępcą notariusza w kancelarii notarialnej. Po latach został określony mianem nestora polskich notariuszy. W 2011 otrzymał Srebrny Medal Pamiątkowy Ministra Sprawiedliwości. Był też wyróżniany przez MUNŁ, w 2004 odznaczony Orderem Zasługi dla Międzynarodowej Unii Notariatu.
Jego siostra w okresie powojennym zamieszkiwała w Berlinie Zachodnim. Jego córką jest Julia Przyłębska, także absolwentka prawa na UAM.
Został pochowany 23 sierpnia 2023 na Cmentarzu Jeżyckim na poznańskiej Nowinie.